# Brymela acuminata
Brymela acuminata là một loài Rêu trong họ Hookeriaceae. Loài này được (Mitt.) W.R. Buck mô tả khoa học đầu tiên năm 1987.